# الس فوسکس
الس فوسکس (هلندی: Elles Voskes؛ زادهٔ ۳ اوت ۱۹۶۴) شناگر اهل هلند بود.